# Jordi Albareda i Bach
Jordi Albareda i Bach (Sant Just Desvern, Barcelonès, 1925) és un pianista i professor de cant català.
Es formà musicalment i cursà estudis de piano al Conservatori Municipal de Música de Barcelona. Posteriorment, amplià els seus estudis amb diversos mestres, entre els quals destaca la pianista i pedagoga Monique Deschaussé. Albareda destacà per la seva excel·lència com a pianista acompanyant per als cantants, però també per la seva gran musicalitat, memòria i considerable agilitat, sumades a un profund i extens coneixement del repertori vocal. El seu interès per la veu humana el portà a fer estudis de cant a Suïssa. Ha estat catedràtic de cant del Conservatori Professional de Música de Badalona. Entre els seus deixebles cal destacar a músics de la talla de Montserrat Alavedra, Montserrat Figueras, Josep Benet i Company i Xavier Torra.